# Griddhraj Parvat
Griddhraj Parvat (o muntanya de Gridhra-kuta, localment Giddhaila Pahar; en anglès Vulture Peak, hindi: गृद्घराज पर्वत, que vol dir Muntanya dels Voltors), és una muntanya d'importància religiosa, arqueològica i ecològica prop del poble de Devrajnagar al tahsil de Ramnagar, districte de Satna a Madhya Pradesh, Índia, a 8 km de Ramnagar i 65 km de Satna. Té una altura de 730 metres, i és entre les muntanyes Kaimur al nord i les Maikal al sud.